# Козелът
„Козелът“ е български игрален филм от 2009 година по новелата „Козел“ и други мотиви от творчеството на Йордан Радичков. Режисьор е Георги Дюлгеров, а сценаристи Кристин Димитрова и Георги Дюлгеров. Оператор е Радослав Спасов. Музиката във филма е композирана от Мира Искърова и Христо Намлиев. Художник е Ванина Гелева.

## Актьорски състав
Роли във филма изпълняват актьорите:
- Иван Бърнев – Йона
- Анджела Родел – Ема
- Иван Савов – Румбата
- Красимир Доков – Анани
- Любов Любчева – Иванка
- Руси Чанев – гласът на козела зад кадър
- Орхан Таир – Общинар
- Христо Димитров-Хиндо – бос
- Якуб Якуб – похитител
- Рахим Ферад – похитител
- Иван Дервишев – цар
- Тодор Топузов – велможа
- Елица Дюлгерова – учителка по български
- Елизабет Сетцер – хористка
- Маделайн Прайс – хористка

## Участия във фестивали и награди
- София Филм Фест (София, Пловдив, Бургас), март 2009 г. Награда на публиката „Златната ябълка“ – София филм фест в Пловдив.
- Седмици на българското кино в Москва, Велики Новгород и Санкт Петербург, октомври 2009 г.
- Фестивал за Източноевропейски филми в Котбус, Германия, ноември 2009 г.
- Фестивал за човешки права във Виена, декември 2009 г.
- VII Фестивал на българското кино в Ню Йорк, декември 2009 г.
- Фестивал в Зелб, Германия, април 2010 г.